# Gothus teemo
Gothus teemo é uma espécie de caranguejo e espécie-tipo do gênero Gothus. Foi descoberto em 2024 por Zi-Ming Yuan, Wei Jiang e Zhong-Li Sha, com base em espécimes no Mar da China Meridional. Seu nome é uma homenagem ao jogo de tabuleiro Go e também ao personagem jogável Teemo de League of Legends.

## Etimologia
Gothus teemo recebeu esse nome em homenagem a Teemo, um campeão (personagem jogável) do videogame de arena de batalha multijogador online League of Legends. O pequeno tamanho do caranguejo, as listras marrons e a densa cobertura de cerdas foram comparados à baixa estatura e à pelagem fofa marrom e branca do personagem inspirado no guaxinim. É a primeira espécie animal a receber o nome de um personagem de League of Legends.
O nome do gênero Gothus se refere ao jogo de Go, devido às semelhanças dos padrões e grânulos da carapaça com um tabuleiro de Go e pedras. O sufixo -thus é comum em gêneros xantídeos.

## Descrição
Gothus teemo é uma pequena espécie de caranguejo. Todos os espécimes conhecidos têm menos de 1 centímetro (0,39 pol) na largura da carapaça, com o holótipo medindo 3,7 milímetros (0,15 pol). O corpo é branco a rosa coral, com a carapaça, pernas e quelípedes apresentando listras simétricas de marrom a preto. O carpo anterior dos quelípedes é vermelho, enquanto os dedos são castanhos a pretos.
A carapaça, coberta por pequenos grânulos redondos, é uma vez e meia mais longa do que larga e dividida em dois lóbulos triangulares por um entalhe em forma de V. O corpo é densamente coberto por cerdas curtas, dando ao caranguejo o que foi descrito como uma aparência fofa.

## Taxonomia
Gothus teemo é a espécie tipo do gênero Gothus, formando um clado com suas outras espécies Gothus consobrinus em todas as análises filogenéticas. G. teemo se distingue de G. consobrinus, entre outras características, por regiões de carapaça mais pronunciadas com tufos de cerdas, bem como um primeiro dente totalmente reduzido na margem da carapaça.
O gênero pertence à família Xanthidae, embora sua localização exata seja incerta.

## Distribuição e habitat
A espécie é conhecida por habitar fendas dentro de recifes de corais rasos. Espécimes foram encontrados na Ilha Triton, nas Ilhas Paracel, e no Recife Mischief, nas Ilhas Spratly, ambos no Mar da China Meridional.